# Starlink
Ста̀рли́нк (англ. Starlink, от англ. star — «звезда» и англ. link — «соединение, связь») — глобальная, планетарная система искусственных спутников, разворачиваемая компанией SpaceX для обеспечения доступа к высокоскоростному широкополосному спутниковому интернету в местах, где он был ненадёжным, дорогим или полностью недоступным (в перспективе выход в сеть будет возможен из любой точки на поверхности земного шара). Подразделение SpaceX, занимающееся исследованиями, разработкой и производством спутниковых систем, расположено в Редмонде (штат Вашингтон).
Разработка проекта началась в 2015 году, тестовые прототипы TINTIN были успешно запущены 22 февраля 2018 года.
К 2017 году SpaceX представила нормативные документы для запуска в общей сложности почти 12 тыс. ИСЗ на околоземную орбиту к середине 2020-х годов.
В мае 2019 года была запущена первая группа из 60 спутников-прототипов.
В 2020 году SpaceX начала предоставлять коммерческие услуги доступа в Интернет в северной части США и Канаде. По состоянию на май 2024 года число абонентов Starlink превышает 3 миллиона в почти 100 странах мира.
Общая сумма инвестиций для реализации проекта оценивается в $10 млрд. SpaceX также планирует продавать спутники, использующие эту же систему, для исследовательских и научных целей.
С 2022 года Starlink применяется Вооружёнными силами Украины для связи между подразделениями и наведения оружия, дронов и артиллерии с целью уничтожения российских военных позиций, танков и техники в ходе вторжения России на Украину. 
С 2024 года Украина получила доступ к защищённой подсистеме сети – Starshield.

## Технология

### Спутники
Спутники Starlink оснащены электростатическими двигателями, работающими на эффекте Холла, с использованием криптона. Собственные двигатели позволяют спутникам поднимать свою орбиту, маневрировать в космосе и сходить с орбиты в конце полезного срока службы. Масса спутника — около 260 кг, форма — в виде плоской панели. Спутники Starlink используют данные системы слежения за космическим мусором Министерства обороны США для автономного выполнения манёвров, во избежание столкновений с космическим мусором и другими космическими аппаратами. На каждом аппарате установлена 1 солнечная батарея, 4 фазированные антенные решётки, датчики ориентации по звёздам.

### Пользовательские терминалы
Система не будет напрямую подключаться от своих спутников к телефонам, в отличие от спутниковых систем связи Иридиум, Глобалстар, Thuraya и Inmarsat. Вместо этого она будет привязана к пользовательским терминалам размером с коробку пиццы (диаметр — 61 см, высота ножки-подставки — около 50 см), которые будут иметь фазированные антенные решётки и отслеживать спутники. Терминалы можно установить везде, откуда они могут видеть спутники напрямую.
В рамках публичного тестирования системы, начатого 26 октября 2020 года на территории США и Канады, клиентам предлагается приобрести комплект оборудования за 499 долларов, а стоимость месячной подписки на услуги связи составляет 99 долларов.

### Конфигурация и состояние группировки
Группировка Starlink компании SpaceX состоит как минимум из двух отдельных спутниковых сетей.
Сеть первого поколения изначально (согласно заявке SpaceX в FCC от 15 ноября 2016 года) планировалась из 4425 спутников Ku- и Ka-диапазонов. Эта заявка была одобрена FCC 29 марта 2018 года.
| Первоначальная заявка от 2015 года (устаревшие данные) | Первоначальная заявка от 2015 года (устаревшие данные) | Первоначальная заявка от 2015 года (устаревшие данные) | Первоначальная заявка от 2015 года (устаревшие данные) | Первоначальная заявка от 2015 года (устаревшие данные) |
| Высота орбиты, км                                      | Наклонение орбиты, градусов                            | Орбитальных плоскостей                                 | Спутников в плоскости                                  | Всего спутников                                        |
| ------------------------------------------------------ | ------------------------------------------------------ | ------------------------------------------------------ | ------------------------------------------------------ | ------------------------------------------------------ |
| 1150                                                   | 53                                                     | 32                                                     | 50                                                     | 1600                                                   |
| 1110                                                   | 53,8                                                   | 32                                                     | 50                                                     | 1600                                                   |
| 1130                                                   | 74                                                     | 8                                                      | 50                                                     | 400                                                    |
| 1275                                                   | 81                                                     | 5                                                      | 75                                                     | 375                                                    |
| 1325                                                   | 70                                                     | 6                                                      | 75                                                     | 450                                                    |
| Итого                                                  | Итого                                                  | Итого                                                  | Итого                                                  | 4425                                                   |

SpaceX внесла изменения в свою заявку в 2018 году, понизив рабочую орбиту спутников до 550 км.
В таблице ниже приведён состав группировки первого поколения, согласно последней заявке SpaceX в FCC от 17 апреля 2020 года (заявка одобрена FCC 27 апреля 2021 года):
| № сферы | Высота орбиты, км | Наклонение орбиты | Орбитальных плоскостей | Спутников в плоскости | Всего на сфере |
| ------- | ----------------- | ----------------- | ---------------------- | --------------------- | -------------- |
| 1       | 550               | 53°               | 72                     | 22                    | 1584           |
| 2       | 570               | 70°               | 36                     | 20                    | 720            |
| 3       | 560               | 97,6°             | 6                      | 58                    | 348            |
| 4       | 540               | 53,2°             | 72                     | 22                    | 1584           |
| 5       | 560               | 97,6°             | 4                      | 43                    | 172            |
| Всего   | Всего             | Всего             | Всего                  | Всего                 | 4408           |

Планировалось, что вторая сеть из 7518 спутников будет работать в V-диапазоне (заявка подана 1 марта 2017 года, одобрена 19 ноября 2018 года).
| 335,9 | 42    | 2493 |
| 340,8 | 48    | 2478 |
| 345,6 | 53    | 2547 |
| Итого | Итого | 7518 |

В октябре 2019 года компания SpaceX подала в Федеральную комиссию по связи заявку размещение 30 000 спутников Starlink второго поколения (Gen2) для работы на орбитах высотой от 328 до 614 км.
В августе 2020 года компания попросила внести изменения в свою заявку, представив две возможные конфигурации группировки спутников Gen2. Первая, предпочтительная для SpaceX конфигурация, предполагает размещение 29 988 спутников на высотах от 340 до 614 км, в 9 орбитальных оболочках разного наклонения. Эта конфигурация опирается на выведение спутников с помощью ракеты-носителя Starship, что позволит сразу выводить аппараты ближе к рабочим орбитам и вводить их в эксплуатацию значительно быстрее. Вторая конфигурация (на случай задержек к разработке Starship) предполагает выведение спутников ракетой-носителем Falcon 9 и состоит из 29 996 аппаратов в 12 орбитальных оболочках разного наклонения на высотах между 328 и 614 км.
В январе 2022 года в письме компании в FCC было озвучено решение SpaceX сосредоточиться на первой конфигурации заявки в связи с хорошим прогрессом в разработке как самих спутников второго поколения, так и разработке Starship.
В октябре 2022 года компания проинформировала FCC о планах разместить оборудование V-диапазона на спутниках Starlink второго поколения, а не выводить 7518 отдельных спутников, согласно уже утверждённой заявке от 2017 года.
1 декабря 2022 года Федеральная комиссия по связи частично утвердила заявку SpaceX на выведение спутниковой группировки Starlink второго поколения (Gen2). До окончательного завершения рассмотрения заявки компании на 29 988 спутников, было дано разрешение на вывод 7500 аппаратов на орбиты высотой 525, 530 и 535 км с наклонением орбиты 53, 43 и 33°, соответственно.
| Состав группировки спутников второго поколения Gen2 (конфигурация 1, заявка частично одобрена FCC) | Состав группировки спутников второго поколения Gen2 (конфигурация 1, заявка частично одобрена FCC) | Состав группировки спутников второго поколения Gen2 (конфигурация 1, заявка частично одобрена FCC) | Состав группировки спутников второго поколения Gen2 (конфигурация 1, заявка частично одобрена FCC) | Состав группировки спутников второго поколения Gen2 (конфигурация 1, заявка частично одобрена FCC) |
| Высота орбиты, км                                                                                  | Наклонение орбиты, градусов                                                                        | Орбитальных плоскостей                                                                             | Спутников в плоскости                                                                              | Всего спутников                                                                                    |
| -------------------------------------------------------------------------------------------------- | -------------------------------------------------------------------------------------------------- | -------------------------------------------------------------------------------------------------- | -------------------------------------------------------------------------------------------------- | -------------------------------------------------------------------------------------------------- |
| 340                                                                                                | 53                                                                                                 | 48                                                                                                 | 110                                                                                                | 5280                                                                                               |
| 345                                                                                                | 46                                                                                                 | 48                                                                                                 | 110                                                                                                | 5280                                                                                               |
| 350                                                                                                | 38                                                                                                 | 48                                                                                                 | 110                                                                                                | 5280                                                                                               |
| 360                                                                                                | 96,9                                                                                               | 30                                                                                                 | 120                                                                                                | 3600                                                                                               |
| 525                                                                                                | 53                                                                                                 | 28                                                                                                 | 120                                                                                                | 3360                                                                                               |
| 530                                                                                                | 43                                                                                                 | 28                                                                                                 | 120                                                                                                | 3360                                                                                               |
| 535                                                                                                | 33                                                                                                 | 28                                                                                                 | 120                                                                                                | 3360                                                                                               |
| 604                                                                                                | 148                                                                                                | 12                                                                                                 | 12                                                                                                 | 144                                                                                                |
| 614                                                                                                | 115,7                                                                                              | 18                                                                                                 | 18                                                                                                 | 324                                                                                                |
| Всего                                                                                              | Всего                                                                                              | Всего                                                                                              | Всего                                                                                              | 29 988                                                                                             |

Согласно Резолюции 35 Всемирной конференции радиосвязи 2019 года (ВКР-19), операторы негеостационарных спутниковых систем обязаны не позднее чем через 7 лет начать развёртывание своей спутниковой сети таким образом, чтобы в первые два года было запущено 10 % космических аппаратов, 50 % — в течение первых пяти лет, а вся группировка (100 % заявленных спутников) — через 7 лет. Если оператор не смог это выполнить, его права на спектр ограничиваются пропорционально количеству запущенных спутников к концу этих семи лет.

### TINTIN A и TINTIN B
TINTIN A и TINTIN B представляли собой экспериментальные телекоммуникационные спутники-прототипы связи нового поколения. Цель компании SpaceX, создавшей их, — разработать доступ в Интернет нового поколения для всех, даже самых отдалённых районов Земного шара по доступной цене. Эти аппараты могут стать прародителями огромной серии спутников — более 11 тысяч штук.

TINTIN A и TINTIN B летят друг за другом по мало различающимся, но все же разным орбитам, недалеко друг от друга. За ними наблюдают пять наземных неподвижных станций широкополосного наземного доступа, расположенных в западной части Соединённых Штатов. Также за ними наблюдают три передвижные наземные станции вблизи пяти основных неподвижных. Измерительные эксперименты проводятся наземными станциями с частотой 0,9 дня по 15 минут. Вероятно, стационарные станции выполняют роль операторов Интернета, а подвижные — имитируют рядовых перемещающихся пользователей сети. При помощи двух спутников можно моделировать последовательный вход и выход спутников будущей системы в зону радиовидимости наземных станций и переключение сеансов связи абонентов между аппаратами без разрыва связи. Дело в том, что время полного оборота по орбите обоих спутников — всего 94 минуты, и они быстро уходят из зоны видимости, уходя на следующий виток через полюса Земли по своей высокоградусной орбите. Изначальная идея состоит в том, что уходящий за горизонт спутник должен заменять новый, появляющийся уже из-за горизонта.

## История
Проект системы спутниковой связи SpaceX из 4000 спутников с прогнозируемой пропускной способностью до 50 % всего Интернет-трафика и около 10 % местного в городах с высокой плотностью населения был представлен общественности Илоном Маском в январе 2015 года во время открытия исследовательского и производственного центра компании в Редмонде, штат Вашингтон.
В ноябре 2016 года компания подала заявку в Федеральную комиссию по связи на размещение 4425 спутников на орбитах высотой от 1150 до 1325 км для обеспечения доступа к высокоскоростному Интернету практически в любой точке мира. Спутники будут использовать частоты Ka- и Ku-диапазонов. Первоначальное, ограниченное предоставление услуг предполагалось предоставлять уже после выведения первых 800 аппаратов, масса каждого спутника должна была составить 386 кг.
В марте 2017 года была подана заявка на дополнительные 7518 спутников, использующих частоты в V-диапазоне, для размещения на очень низких околоземных орбитах высотой между 335 и 345 км.
22 февраля 2018 года с помощью ракеты-носителя Falcon 9, стартовавшей с калифорнийской авиабазы Ванденберг, компания SpaceX вывела на орбиту два экспериментальных спутника Tintin-A и Tintin-B для системы Starlink и испанский правительственный спутник PAZ, предназначенный для радиолокационного наблюдения.
29 марта 2018 года Федеральная комиссия по связи одобрила заявку SpaceX на создание, развёртывание и эксплуатацию группировки из 4425 спутников связи на низкой околоземной орбите для предоставления широкополосного доступа в Интернет потребителям в Соединённых Штатах и во всём мире. Согласно правилам комиссии, вся группировка должна быть запущена за 9 лет, а по меньшей мере 50 % спутников должны быть запущены и начать эксплуатацию в течение 6 лет с момента одобрения заявки. В случае несоблюдения этого требования комиссия имеет право ограничить величину группировки только теми спутниками, которые были запущены до истечения указанного срока.
15 ноября 2018 года была утверждена заявка на запуск 7518 спутников V-диапазона на орбиты высотой 335—345 км.
В декабре 2018 года ВВС США заключили со SpaceX контракт на 28 млн долларов, предусматривающий изучение различных вариантов использования для военных нужд возможностей системы Starlink. В 2019 году, в рамках испытаний производительности сервиса, была продемонстрирована пропускная способность 610 Мбит/сек на борту военно-транспортного самолёта C-12J Huron. Позже тестовые терминалы Starlink планируют разместить на ганшип AC-130 и самолёт-заправщик KC-135.
В апреле 2019 года Федеральная комиссия по связи утвердила запрос SpaceX на снижение высоты орбиты для 1584 спутников с 1150 до 550 км. Спутники будут размещены в 24 орбитальных плоскостях с наклонением орбиты 53°. Согласно заявлению компании, снижение высоты орбиты позволит ускорить процесс выведения спутников и снизить их количество, понизить задержку сигнала до 15 мс, а также снизить вероятность появления космического мусора, поскольку в случае неполадок двигательной установки аппарат сойдёт с орбиты и сгорит в атмосфере значительно быстрее — в течение максимум 5 лет. Общее количество группировки спутников, работающих в Ka- и Ku-диапазонах, снизилась до 4409.
24 мая 2019 года компания SpaceX запустила 60 тестовых спутников системы глобального Интернета Starlink на низкую околоземную орбиту высотой 440 км с помощью ракеты-носителя Falcon 9. Все 60 спутников отделились от второй ступени одновременно, используя только инерцию, полученную от вращения ступени.
В начале сентября 2019 года произошёл инцидент потенциального столкновения между спутником Starlink-44 и европейским спутником Aeolus. Изначально, 28 августа, вероятность столкновения была признана низкой (1 к 50 000) и команды SpaceX и Европейского космического агентства приняли решение не предпринимать каких-либо действий. В дальнейшем прогноз вероятности столкновения ухудшился до 1 к 1000, но баг компьютерной системы не позволил оператору SpaceX получать дальнейшие сообщения от оператора ЕКА. 2 сентября, в отсутствие контакта со SpaceX, агентством было принято решение выполнить манёвр уклонения.
В сентябре 2019 года SpaceX подала заявку на увеличение количества орбитальных плоскостей с 24 до 72 для спутников на высоте 550 км. Это позволит уменьшить количество необходимых запусков и начать предоставление услуг на территории южных штатов США ещё до сезона ураганов 2020 года. Каждый запуск будет выводить спутники сразу в три орбитальные плоскости, в каждой плоскости будет располагаться по 22 спутника. Эта заявка была утверждена комиссией в декабре 2019 года.
10 сентября 2019 года президент SpaceX сообщила о планах компании выполнить до 24 запусков спутников Starlink в 2020 году. Компания планирует начать предоставление услуг в середине 2020 года.
В октябре 2019 года компания подала в Федеральную комиссию по связи 20 заявок на размещение суммарно 30 000 дополнительных спутников Starlink для работы на орбитах высотой от 238 до 580 км.
В феврале 2020 года президент компании Гвин Шотвелл сообщила о потенциальном плане отделения проекта Starlink от SpaceX в отдельную публичную компанию.
В марте 2020 года компания получила лицензию на 1 млн пользовательских терминалов для связи со спутниками Starlink.
В апреле 2020 года в комиссию по связи была подана заявка на изменение высоты орбиты оставшихся 2824 спутников первой фазы. Вместо орбит высотой между 1100 и 1325 км с наклонениями 53,8, 70, 74 и 81° компания хочет размещать спутники на высоте между 540 и 570 км с наклонениями орбит 53,2, 70 и 97,6°. В новом запросе упомянуто 4408 спутников, на один меньше, чем указывалось в предыдущей заявке.
20 мая 2020 года Армия США подписала со SpaceX рассчитанное на 3 года соглашение по тестированию системы Starlink для передачи данных между своими наземными подразделениями.
В сентябре 2020 года SpaceX сообщила, что на начальных стадиях бета-тестирования сервиса сотрудниками компании были продемонстрированы сверхнизкая задержка сигнала и скорость загрузки более 100 Мбит/с. Также были проведены первые тесты коммуникации с использованием лазера между двумя спутниками на орбите.
В конце октября 2020 года компания SpaceX сообщила о начале публичного бета-тестирования системы. Пользователям из северных штатов США, которые высказали желание поучаствовать в тестировании, было предложено приобрести комплект необходимого оборудования Starlink за 499 долларов, с ежемесячным платежом за услуги в размере 99 долларов.
В декабре 2020 года компания SpaceX выиграла в конкурсе, проводившемся Федеральной комиссией по связи в рамках первой фазы программы по обеспечению высокоскоростным Интернетом пользователей в сельской местности и на ранее не обслуживавшихся территориях США. Компания получит финансирование в сумме 885,5 миллионов долларов из общей суммы 9,2 миллиарда долларов и должна будет обеспечить услуги спутникового Интернета Starlink для 643 тысяч пользователей в 35 штатах. Финансирование будет выделяться по мере выполнения компанией своих обязательств в течение 10 лет.
В 2020 году финансируемое Армией США исследование заключило о потенциальной возможности использования низкоорбитальных спутниковых систем наподобие Starlink в качестве недорогой, высокоточной и трудно взламываемой альтернативы навигационной системы GPS.
В январе 2021 года Федеральная комиссия по связи разрешила вывести 10 спутников Starlink на полярную орбиту высотой 560 км наклонением 97,6°. Это позволит компании начать предоставлять услуги на территории Аляски.
27 апреля 2021 года Федеральная комиссия по связи одобрила заявку SpaceX, позволив снизить высоту орбиты оставшихся 2814 спутников первой фазы с 1100—1300 км до 540—570 км.
8 февраля 2022 года компания SpaceX сообщила, что около 40 из 49 спутников Starlink, запущенных 3 февраля, будут потеряны в результате геомагнитной бури, случившейся на следующий день после запуска. Такие бури, вызванные повышение солнечной активности, могут повышать плотность верхних слоёв атмосферы, где и находились спутники после выведения на орбиту с перигеем около 210 км. Согласно SpaceX, датчики спутников зафиксировали повышение плотности атмосферы на 50 % по сравнению с предыдущими запусками. Спутники были переведены в безопасный режим, двигаясь узкой гранью по направлению движения, чтобы снизить сопротивление атмосферы. Но повышенное сопротивление не позволило большей части аппаратов выйти из безопасного режима и начать процесс повышения орбиты. Они сгорят, войдя в плотные слои атмосферы.
В августе 2022 года Командование Военно-воздушными силами США в Европе и Африке подписало контракт со SpaceX на предоставление услуг Starlink для поддержки 86-го авиакрыла ВВС США, базирующегося на авиабазе Рамштайн в Германии. 12-месячный контракт стоимостью 1,92 млн долларов представлен как временное решение до достижения более широкого соглашения между сторонами. В обосновывающем контракт документе система Starlink описана как единственная доступная на данный момент коммерческая система подобного рода, способная предоставлять услуги как в Европе, так и в Африке. Документ также описывает Starlink как единственную систему, используемую в «оспариваемой среде», ссылаясь на использование системы в Украине.
По состоянию на январь 2022 года число пользователей бета-тестеров Starlink достигло 145 тыс. в 25 странах мира. По состоянию на май 2022 года число пользователей выросло до 400 тысяч; по состоянию на декабрь 2022 года составляло уже более 1 миллиона; состоянием на май 2023 — превысило 1,5 миллиона абонентов; к сентябрю 2023 количество абонентов достигло 2 миллионов. На 22 декабря 2023 года количество абонентов составляло 2,3 миллиона человек. На 20 мая 2024 года превысило 3 млн абонентов.

### Украина
26 февраля 2022 года Илон Маск заявил, что услуга станет доступна на Украине. 1 марта появилось сообщение о доставке первых наземных терминалов Starlink на Украину. В марте SpaceX начала поставки на Украину терминалов спутникового Интернета Starlink, сообщила президент компании Гвинн Шотвелл. По её словам, поставки терминалов Starlink на Украину финансируются преимущественно из частных источников. Всего было поставлено более 15 тысяч терминалов для обеспечения широкополосного спутникового покрытия по всей Украине. Передачу части терминалов Starlink для Украины оплатило Агентство США по международному развитию (5000 терминалов) и европейские организации.
С марта 2022 года, согласно информации многочисленных СМИ, система Starlink применяется Вооруженными силами Украины для связи между подразделениями и наведения оружия, дронов и артиллерии.
После передачи терминалов Starlink на Украину и начала их использования российская сторона предприняла попытку электромагнитной атаки с целью глушения её сигнала, а также использовала для этого РЭБ Красуха. Обновление программного обеспечения, которое компания SpaceX выполнила на следующий день, и плотность спутниковой архитектуры сделали попытки глушения неэффективными. 25 марта 2022 года Илон Маск сообщил, что Starlink пока противится всем попыткам взлома или глушения системы.
По данным CNN, вооружённые силы Украины используют 20 тыс. терминалов, оплаченных правительствами США, Англии и Польши. Оплату трафика, $2,5 тыс. в месяц за терминал, берёт на себя И. Маск. В начале ноября 2022 он отключил 1300 терминалов за неоплату трафика.
20 декабря 2022 года Bloomberg сообщил, что Украина получит ещё более 10 тыс. терминалов для спутников Starlink. По данным The Economist, на начало 2025 года на Украине действует до 40 тыс. терминалов. 
9 февраля 2023 года президент SpaceX Гвинн Шотвелл заявила о мерах, предпринятых компанией для того, чтобы украинские военные не могли пользоваться интернетом Starlink для управления беспилотниками. По её словам, подобное его применение не являлось частью какого-либо соглашения. Шотвелл сообщила, что контракт SpaceX с украинским правительством заключался исключительно для гуманитарных целей: предоставления интернета больницам, банкам, пострадавшим семьям. По словам Шотвелл, компания никогда не хотела, чтобы интернет Starlink использовался в наступательных целях.
С 2023-2024 гг. российские войска также начали использовать терминалы Starlink для обеспечения своей боевой деятельности.

## Список запусков
| № запуска | Миссия        | Дата запуска (UTC) | Ракета-носитель | 1-я ступень | Спутников в запуске | Версия спутников | Орбита (рабочая) | Результат |
| --- | ------------- | --- | --------------- | ----------- | ------------------- | ---------------- | ---------------- | --------- |
| | Tintin        | 22 февраля 2018 | Falcon 9 FT     | B1038-2     | 2                   | —                | 514 км           | успех     |
| Данные два спутника MicroSat-2a (Tintin A) и MicroSat-2b (Tintin B) не являются элементами будущей сети, но, как прототипы, явились важными элементами для проверки технических решений. | Tintin        | |                 |             |                     |                  |                  |           |
| 1 | Starlink      | 24 мая 2019 | Falcon 9 FT     | B1049-3     | 60                  | 0.9              | 550 км, 53°      | успех     |
| 1 | Starlink      | Спутники являют собой тестовую версию с урезанной функциональностью для отработки схемы размещения, выведения и отделения спутников на орбите, а также подтверждения работоспособности дизайна и различных технологических решений. В данных спутниках отсутствует система связи между соседними аппаратами, они поддерживают связь только с наземными станциями, используется оборудование только Ku-диапазона. Масса каждого спутника — 227 кг, суммарная масса полезной нагрузки при запуске составила около 13,6 тонны. После запуска на орбиту высотой 440 км все 60 спутников успешно раскрыли панель солнечных батарей и поддерживали связь с наземным контрольным центром. 28 июня, через месяц после запуска, SpaceX сообщила, что 45 спутников достигли рабочей орбиты высотой 550 км, 5 спутников находятся в процессе перемещения, ещё 5 заканчивают проверки перед началом повышения орбиты. С тремя из 60 спутников была потеряна связь и они пассивно сойдут с орбиты под воздействием гравитации и атмосферы Земли. Ещё 2 спутника будут намеренно сведены с орбиты для подтверждения такой способности аппаратов. |                 |             |                     |                  |                  |           |
| 2 | Starlink-1    | 11 ноября 2019 | Falcon 9 FT     | B1048-4     | 60                  | 1.0              | 550 км, 53°      | успех     |
| 2 | Starlink-1    | Спутники получили несколько улучшений: пропускная способность увеличилась на 400 %, удвоено количество генерируемых лучей фазированной антенны, добавлено оборудование Ka-диапазона. Теперь 100 % деталей спутника будут сгорать в атмосфере при сходе с орбиты после завершения его работы (в предыдущей партии только 95 %). Масса аппарата выросла до 260 кг. Спутники выведены на орбиту высотой 280 км, откуда они будут подниматься в свои орбитальные плоскости на 550 км. |                 |             |                     |                  |                  |           |
| 2020 год |               | |                 |             |                     |                  |                  |           |
| 3 | Starlink-2    | 7 января 2020 | Falcon 9 FT     | B1049-4     | 60                  | 1.0              | 550 км, 53°      | успех     |
| 3 | Starlink-2    | Один из запущенных спутников имеет экспериментальное тёмное покрытие для снижения яркости аппарата при астрономических наблюдениях. |                 |             |                     |                  |                  |           |
| 4 | Starlink-3    | 29 января 2020 | Falcon 9 FT     | B1051-3     | 60                  | 1.0              | 550 км, 53°      | успех     |
| 5 | Starlink-4    | 17 февраля 2020 | Falcon 9 FT     | B1056-4     | 60                  | 1.0              | 550 км, 53°      | успех     |
| 5 | Starlink-4    | В отличие от предыдущих запусков, спутники выведены не на круговую промежуточную орбиту, а на эллиптическую орбиту с параметрами 212 × 386 км, наклонение 53°. Подобную траекторию выведения планируют использовать и во всех будущих запусках. |                 |             |                     |                  |                  |           |
| 6 | Starlink-5    | 18 марта 2020 | Falcon 9 FT     | B1048-5     | 60                  | 1.0              | 550 км, 53°      | успех     |
| 7 | Starlink-6    | 22 апреля 2020 | Falcon 9 FT     | B1051-4     | 60                  | 1.0              | 550 км, 53°      | успех     |
| 8 | Starlink-7    | 4 июня 2020 | Falcon 9 FT     | B1049-5     | 60                  | 1.0              | 550 км, 53°      | успех     |
| 8 | Starlink-7    | Один из запущенных спутников (VisorSat) имеет затемняющий козырёк для снижения яркости аппарата при астрономических наблюдениях. |                 |             |                     |                  |                  |           |
| 9 | Starlink-8    | 13 июня 2020 | Falcon 9 FT     | B1059-3     | 58                  | 1.0              | 550 км, 53°      | успех     |
| 9 | Starlink-8    | Вместе со Starlink были запущены три спутника SkySat оператора Planet Labs, предназначенные для наблюдения за поверхностью Земли. |                 |             |                     |                  |                  |           |
| 10 | Starlink-9    | 7 августа 2020 | Falcon 9 FT     | B1051-5     | 57                  | 1.0              | 550 км, 53°      | успех     |
| 10 | Starlink-9    | Все спутники оснащены откидными щитками для снижения заметности. Дополнительно выведено на орбиту два малых спутника дистанционного зондирования Земли — Global-5 и 6 американской компании BlackSky. |                 |             |                     |                  |                  |           |
| 11 | Starlink-10   | 18 августа 2020 | Falcon 9 FT     | B1049-6     | 58                  | 1.0              | 550 км, 53°      | успех     |
| 11 | Starlink-10   | Дополнительно выведено на орбиту три малых спутника дистанционного зондирования Земли SkySat оператора Planet Labs. |                 |             |                     |                  |                  |           |
| 12 | Starlink-11   | 3 сентября 2020 | Falcon 9 FT     | B1060-2     | 60                  | 1.0              | 550 км, 53°      | успех     |
| 13 | Starlink-12   | 6 октября 2020 | Falcon 9 FT     | B1058-3     | 60                  | 1.0              | 550 км, 53°      | успех     |
| 14 | Starlink-13   | 18 октября 2020 | Falcon 9 FT     | B1051-6     | 60                  | 1.0              | 550 км, 53°      | успех     |
| 15 | Starlink-14   | 24 октября 2020 | Falcon 9 FT     | B1060-3     | 60                  | 1.0              | 550 км, 53°      | успех     |
| 16 | Starlink-15   | 25 ноября 2020 | Falcon 9 FT     | B1049-7     | 60                  | 1.0              | 550 км, 53°      | успех     |
| 2021 год |               | |                 |             |                     |                  |                  |           |
| 17 | Starlink-16   | 20 января 2021 | Falcon 9 FT     | B1051-8     | 60                  | 1.0              | 550 км, 53°      | успех     |
| 18 | Transporter-1 | 24 января 2021 | Falcon 9 FT     | B1058-5     | 10                  | 1.0              | 560 км, 97,6°    | успех     |
| 18 | Transporter-1 | Первые 10 спутников Starlink, выведенные на полярную орбиту в рамках выделенной миссии по программе запуска малых спутников. |                 |             |                     |                  |                  |           |
| 19 | Starlink-18   | 4 февраля 2021 | Falcon 9 FT     | B1060-5     | 60                  | 1.0              | 550 км, 53°      | успех     |
| 20 | Starlink-19   | 16 февраля 2021 | Falcon 9 FT     | B1059-6     | 60                  | 1.0              | 550 км, 53°      | успех     |
| 21 | Starlink-17   | 4 марта 2021 | Falcon 9 FT     | B1049-8     | 60                  | 1.0              | 550 км, 53°      | успех     |
| 22 | Starlink-20   | 11 марта 2021 | Falcon 9 FT     | B1058-6     | 60                  | 1.0              | 550 км, 53°      | успех     |
| 23 | Starlink-21   | 14 марта 2021 | Falcon 9 FT     | B1051-9     | 60                  | 1.0              | 550 км, 53°      | успех     |
| 24 | Starlink-22   | 24 марта 2021 | Falcon 9 FT     | B1060-6     | 60                  | 1.0              | 550 км, 53°      | успех     |
| 25 | Starlink-23   | 7 апреля 2021 | Falcon 9 FT     | B1058-7     | 60                  | 1.0              | 550 км, 53°      | успех     |
| 26 | Starlink-24   | 29 апреля 2021 | Falcon 9 FT     | B1060-7     | 60                  | 1.0              | 550 км, 53°      | успех     |
| 27 | Starlink-25   | 4 мая 2021 | Falcon 9 FT     | B1049-9     | 60                  | 1.0              | 550 км, 53°      | успех     |
| 28 | Starlink-27   | 9 мая 2021 | Falcon 9 FT     | B1051-10    | 60                  | 1.0              | 550 км, 53°      | успех     |
| 29 | Starlink-26   | 15 мая 2021 | Falcon 9 FT     | B1058-8     | 52                  | 1.0              | 550 км, 53°      | успех     |
| 29 | Starlink-26   | Спутники Rideshare: радарный спутник для получения изображений Земли для Capella Space и спутник наблюдения Земли Tyvak 0130 для Tyvak Nano-Satellite Systems. |                 |             |                     |                  |                  |           |
| 30 | Starlink-28   | 26 мая 2021 | Falcon 9 FT     | B1063-2     | 60                  | 1.0              | 550 км, 53°      | успех     |
| 31 | Transporter-2 | 30 июня 2021 | Falcon 9 FT     | B1060-8     | 3                   | 1.0              | 560 км, 97,6°    | успех     |
| 31 | Transporter-2 | 3 спутника Starlink выведены на полярную орбиту в рамках выделенной миссии по программе запуска малых спутников, вместе с 85 аппаратами других заказчиков. |                 |             |                     |                  |                  |           |
| 32 | Starlink 2-1  | 14 сентября 2021 | Falcon 9 FT     | B1049-10    | 51                  | 1.5              | 570 км, 70°      | успех     |
| 32 | Starlink 2-1  | 51 спутник Starlink версии 1.5, снабжённые оборудованием для лазерной связи между спутниками группировки. Первые спутники, выведенные на орбитальную плоскость наклонением 70°. |                 |             |                     |                  |                  |           |
| 33 | Starlink 4-1  | 13 ноября 2021 | Falcon 9 FT     | B1058-9     | 53                  | 1.5              | 540 км, 53,2°    | успех     |
| 33 | Starlink 4-1  | Первые спутники, выведенные на орбитальную плоскость наклонением 53,2°. |                 |             |                     |                  |                  |           |
| 34 | Starlink 4-3  | 2 декабря 2021 | Falcon 9 FT     | B1060-9     | 48                  | 1.5              | 540 км, 53,2°    | успех     |
| 35 | Starlink 4-4  | 18 декабря 2021 | Falcon 9 FT     | B1051-11    | 52                  | 1.5              | 540 км, 53,2°    | успех     |
| 2022 год |               | |                 |             |                     |                  |                  |           |
| 36 | Starlink 4-5  | 6 января 2022 | Falcon 9 FT     | B1062-4     | 49                  | 1.5              | 540 км, 53,2°    | успех     |
| 37 | Starlink 4-6  | 19 января 2022 | Falcon 9 FT     | B1060-10    | 49                  | 1.5              | 540 км, 53,2°    | успех     |
| 38 | Starlink 4-7  | 3 февраля 2022 | Falcon 9 FT     | B1061-6     | 49                  | 1.5              | 540 км, 53,2°    | успех     |
| 38 | Starlink 4-7  | 38 из 49 спутников сошли с орбиты через несколько дней после запуска из-за повышения плотности в верхних слоях атмосферы вследствие магнитной бури. |                 |             |                     |                  |                  |           |
| 39 | Starlink 4-8  | 21 февраля 2022 | Falcon 9 FT     | B1058-11    | 46                  | 1.5              | 540 км, 53,2°    | успех     |
| 40 | Starlink 4-11 | 25 февраля 2022 | Falcon 9 FT     | B1063-4     | 50                  | 1.5              | 540 км, 53,2°    | успех     |
| 41 | Starlink 4-9  | 3 марта 2022 | Falcon 9 FT     | B1060-11    | 47                  | 1.5              | 540 км, 53,2°    | успех     |
| 42 | Starlink 4-10 | 9 марта 2022 | Falcon 9 FT     | B1052-4     | 48                  | 1.5              | 540 км, 53,2°    | успех     |
| 43 | Starlink 4-12 | 19 марта 2022 | Falcon 9 FT     | B1051-12    | 53                  | 1.5              | 540 км, 53,2°    | успех     |
| 44 | Starlink 4-14 | 21 апреля 2022 | Falcon 9 FT     | B1060-12    | 53                  | 1.5              | 540 км, 53,2°    | успех     |
| 45 | Starlink 4-16 | 29 апреля 2022 | Falcon 9 FT     | B1062-6     | 53                  | 1.5              | 540 км, 53,2°    | успех     |
| 46 | Starlink 4-17 | 6 мая 2022 | Falcon 9 FT     | B1058-12    | 53                  | 1.5              | 540 км, 53,2°    | успех     |
| 47 | Starlink 4-13 | 13 мая 2022 | Falcon 9 FT     | B1063-5     | 53                  | 1.5              | 540 км, 53,2°    | успех     |
| 48 | Starlink 4-15 | 14 мая 2022 | Falcon 9 FT     | B1073-1     | 53                  | 1.5              | 540 км, 53,2°    | успех     |
| 49 | Starlink 4-18 | 18 мая 2022 | Falcon 9 FT     | B1052-5     | 53                  | 1.5              | 540 км, 53,2°    | успех     |
| 50 | Starlink 4-19 | 17 июня 2022 | Falcon 9 FT     | B1060-13    | 53                  | 1.5              | 540 км, 53,2°    | успех     |
| 51 | Starlink 4-21 | 7 июля 2022 | Falcon 9 FT     | B1058-13    | 53                  | 1.5              | 540 км, 53,2°    | успех     |
| 52 | Starlink 3-1  | 11 июля 2022 | Falcon 9 FT     | B1063-6     | 46                  | 1.5              | 560 км, 97,6°    | успех     |
| 52 | Starlink 3-1  | Первый выделенный запуск спутников на орбитальную плоскость наклонением 97,6°. |                 |             |                     |                  |                  |           |
| 53 | Starlink 4-22 | 17 июля 2022 | Falcon 9 FT     | B1051-13    | 53                  | 1.5              | 540 км, 53,2°    | успех     |
| 54 | Starlink 3-2  | 22 июля 2022 | Falcon 9 FT     | B1071-4     | 46                  | 1.5              | 560 км, 97,6°    | успех     |
| 55 | Starlink 4-25 | 24 июля 2022 | Falcon 9 FT     | B1062-8     | 53                  | 1.5              | 540 км, 53,2°    | успех     |
| 56 | Starlink 4-26 | 10 августа 2022 | Falcon 9 FT     | B1073-3     | 52                  | 1.5              | 540 км, 53,2°    | успех     |
| 57 | Starlink 3-3  | 12 августа 2022 | Falcon 9 FT     | B1061-10    | 46                  | 1.5              | 560 км, 97,6°    | успех     |
| 58 | Starlink 4-27 | 19 августа 2022 | Falcon 9 FT     | B1062-9     | 53                  | 1.5              | 540 км, 53,2°    | успех     |
| 59 | Starlink 4-23 | 28 августа 2022 | Falcon 9 FT     | B1069-2     | 54                  | 1.5              | 540 км, 53,2°    | успех     |
| 60 | Starlink 3-4  | 31 августа 2022 | Falcon 9 FT     | B1063-7     | 46                  | 1.5              | 560 км, 97,6°    | успех     |
| 61 | Starlink 4-20 | 5 сентября 2022 | Falcon 9 FT     | B1052-7     | 51                  | 1.5              | 540 км, 53,2°    | успех     |
| 62 | Starlink 4-2  | 11 сентября 2022 | Falcon 9 FT     | B1058-14    | 34                  | 1.5              | 540 км, 53,2°    | успех     |
| 63 | Starlink 4-34 | 19 сентября 2022 | Falcon 9 FT     | B1067-6     | 54                  | 1.5              | 540 км, 53,2°    | успех     |
| 64 | Starlink 4-35 | 24 сентября 2022 | Falcon 9 FT     | B1073-4     | 52                  | 1.5              | 540 км, 53,2°    | успех     |
| 65 | Starlink 4-29 | 5 октября 2022 | Falcon 9 FT     | B1071-5     | 52                  | 1.5              | 540 км, 53,2°    | успех     |
| 66 | Starlink 4-36 | 20 октября 2022 | Falcon 9 FT     | B1062-10    | 54                  | 1.5              | 540 км, 53,2°    | успех     |
| 67 | Starlink 4-31 | 28 октября 2022 | Falcon 9 FT     | B1063-8     | 53                  | 1.5              | 540 км, 53,2°    | успех     |
| 68 | Starlink 4-37 | 17 декабря 2022 | Falcon 9 FT     | B1058-15    | 54                  | 1.5              | 540 км, 53,2°    | успех     |
| 69 | Starlink 5-1  | 28 декабря 2022 | Falcon 9 FT     | B1062-11    | 54                  | 1.5              | 530 км, 43°      | успех     |
| 69 | Starlink 5-1  | Первый запуск спутников на орбитальную плоскость наклонением 43°. |                 |             |                     |                  |                  |           |
| 2023 год |               | |                 |             |                     |                  |                  |           |
| 70 | Starlink 2-4  | 19 января 2023 | Falcon 9 FT     | B1075-1     | 51                  | 1.5              | 570 км, 70°      | успех     |
| 71 | Starlink 5-2  | 26 января 2022 | Falcon 9 FT     | B1067-9     | 56                  | 1.5              | 530 км, 43°      | успех     |
| 72 | Starlink 2-6  | 31 января 2023 | Falcon 9 FT     | B1071-7     | 49                  | 1.5              | 570 км, 70°      | успех     |
| 73 | Starlink 5-3  | 2 февраля 2023 | Falcon 9 FT     | B1069-5     | 53                  | 1.5              | 530 км, 43°      | успех     |
| 74 | Starlink 5-4  | 12 февраля 2023 | Falcon 9 FT     | B1062-12    | 55                  | 1.5              | 530 км, 43°      | успех     |
| 75 | Starlink 2-5  | 17 февраля 2023 | Falcon 9 FT     | B1063-9     | 51                  | 1.5              | 570 км, 70°      | успех     |
| 76 | Starlink 6-1  | 27 февраля 2023 | Falcon 9 FT     | B1076-3     | 21                  | 2.0 mini         | 530 км, 43°      | успех     |
| 76 | Starlink 6-1  | Первый запуск спутников Starlink v2 Mini. Впоследствии некоторые спутники были преждевременно сведены с орбиты. |                 |             |                     |                  |                  |           |
| 77 | Starlink 2-7  | 3 марта 2023 | Falcon 9 FT     | B1061-12    | 51                  | 1.5              | 570 км, 70°      | успех     |
| 78 | Starlink 2-8  | 17 марта 2023 | Falcon 9 FT     | B1071-8     | 52                  | 1.5              | 570 км, 70°      | успех     |
| 79 | Starlink 5-5  | 24 марта 2023 | Falcon 9 FT     | B1067-10    | 56                  | 1.5              | 530 км, 43°      | успех     |
| 80 | Starlink 5-10 | 29 марта 2023 | Falcon 9 FT     | B1077-4     | 56                  | 1.5              | 530 км, 43°      | успех     |
| 81 | Starlink 6-2  | 19 апреля 2023 | Falcon 9 FT     | B1073-8     | 21                  | 2.0 mini         | 530 км, 43°      | успех     |
| 82 | Starlink 3-5  | 27 апреля 2023 | Falcon 9 FT     | B1061-13    | 46                  | 1.5              | 560 км, 97,6°    | успех     |
| 83 | Starlink 5-6  | 4 мая 2023 | Falcon 9 FT     | B1069-7     | 56                  | 1.5              | 530 км, 43°      | успех     |
| 84 | Starlink 2-9  | 10 мая 2023 | Falcon 9 FT     | B1075-3     | 51                  | 1.5              | 570 км, 70°      | успех     |
| 85 | Starlink 5-9  | 14 мая 2023 | Falcon 9 FT     | B1067-11    | 56                  | 1.5              | 530 км, 43°      | успех     |
| 86 | Starlink 6-3  | 19 мая 2023 | Falcon 9 FT     | B1076-5     | 22                  | 2.0 mini         | 530 км, 43°      | успех     |
| 87 | Starlink 2-10 | 31 мая 2023 | Falcon 9 FT     | B1061-14    | 52                  | 1.5              | 570 км, 70°      | успех     |
| 88 | Starlink 6-4  | 4 июня 2023 | Falcon 9 FT     | B1078-3     | 22                  | 2.0 mini         | 530 км, 43°      | успех     |
| 89 | Starlink 5-11 | 12 июня 2023 | Falcon 9 FT     | B1073-9     | 52                  | 1.5              | 530 км, 43°      | успех     |
| 90 | Starlink 5-7  | 22 июня 2023 | Falcon 9 FT     | B1075-4     | 47                  | 1.5              | 530 км, 43°      | успех     |
| 91 | Starlink 5-12 | 23 июня 2023 | Falcon 9 FT     | B1069-8     | 56                  | 1.5              | 530 км, 43°      | успех     |
| 92 | Starlink 5-13 | 7 июля 2023 | Falcon 9 FT     | B1063-12    | 48                  | 1.5              | 530 км, 43°      | успех     |
| 93 | Starlink 6-5  | 10 июля 2023 | Falcon 9 FT     | B1058-16    | 22                  | 2.0 mini         | 530 км, 43°      | успех     |
| 94 | Starlink 5-15 | 16 июля 2023 | Falcon 9 FT     | B1060-16    | 54                  | 1.5              | 530 км, 43°      | успех     |
| 95 | Starlink 6-15 | 20 июля 2023 | Falcon 9 FT     | B1071-10    | 15                  | 2.0 mini         | 530 км, 43°      | успех     |
| 96 | Starlink 6-6  | 24 июля 2023 | Falcon 9 FT     | B1076-6     | 22                  | 2.0 mini         | 530 км, 43°      | успех     |
| 97 | Starlink 6-7  | 28 июля 2023 | Falcon 9 FT     | B1062-15    | 22                  | 2.0 mini         | 530 км, 43°      | успех     |
| 98 | Starlink 6-8  | 7 августа 2023 | Falcon 9 FT     | B1078-4     | 22                  | 2.0 mini         | 530 км, 43°      | успех     |
| 99 | Starlink 6-20 | 8 августа 2023 | Falcon 9 FT     | B1075-5     | 15                  | 2.0 mini         | 530 км, 43°      | успех     |
| 100 | Starlink 6-9  | 11 августа 2023 | Falcon 9 FT     | B1069-9     | 22                  | 2.0 mini         | 530 км, 43°      | успех     |
| 101 | Starlink 6-10 | 17 августа 2023 | Falcon 9 FT     | B1067-13    | 22                  | 2.0 mini         | 530 км, 43°      | успех     |
| 102 | Starlink 7-1  | 22 августа 2023 | Falcon 9 FT     | B1061-15    | 21                  | 2.0 mini         | 525 км, 53°      | успех     |
| 103 | Starlink 6-11 | 27 августа 2023 | Falcon 9 FT     | B1080-3     | 22                  | 2.0 mini         | 530 км, 43°      | успех     |
| 104 | Starlink 6-13 | 1 сентября 2023 | Falcon 9 FT     | B1077-7     | 22                  | 2.0 mini         | 530 км, 43°      | успех     |
| 105 | Starlink 6-12 | 4 сентября 2023 | Falcon 9 FT     | B1073-10    | 21                  | 2.0 mini         | 530 км, 43°      | успех     |
| 106 | Starlink 6-14 | 9 сентября 2023 | Falcon 9 FT     | B1076-7     | 22                  | 2.0 mini         | 530 км, 43°      | успех     |
| 107 | Starlink 7-2  | 12 сентября 2023 | Falcon 9 FT     | B1071-11    | 21                  | 2.0 mini         | 525 км, 53°      | успех     |
| 108 | Starlink 6-16 | 16 сентября 2023 | Falcon 9 FT     | B1078-5     | 22                  | 2.0 mini         | 530 км, 43°      | успех     |
| 109 | Starlink 6-17 | 20 сентября 2023 | Falcon 9 FT     | B1058-17    | 22                  | 2.0 mini         | 530 км, 43°      | успех     |
| 110 | Starlink 6-18 | 24 сентября 2023 | Falcon 9 FT     | B1060-17    | 22                  | 2.0 mini         | 530 км, 43°      | успех     |
| 111 | Starlink 7-3  | 25 сентября 2023 | Falcon 9 FT     | B1075-6     | 21                  | 2.0 mini         | 525 км, 53°      | успех     |
| 112 | Starlink 6-19 | 30 сентября 2023 | Falcon 9 FT     | B1069-10    | 22                  | 2.0 mini         | 530 км, 43°      | успех     |
| 113 | Starlink 6-21 | 5 октября 2023 | Falcon 9 FT     | B1076-8     | 22                  | 2.0 mini         | 530 км, 43°      | успех     |
| 114 | Starlink 7-4  | 9 октября 2023 | Falcon 9 FT     | B1063-14    | 21                  | 2.0 mini         | 525 км, 53°      | успех     |
| 115 | Starlink 6-22 | 13 октября 2023 | Falcon 9 FT     | B1067-14    | 22                  | 2.0 mini         | 530 км, 43°      | успех     |
| 116 | Starlink 6-23 | 18 октября 2023 | Falcon 9 FT     | B1062-16    | 22                  | 2.0 mini         | 530 км, 43°      | успех     |
| 117 | Starlink 7-5  | 21 октября 2023 | Falcon 9 FT     | B1061-16    | 21                  | 2.0 mini         | 525 км, 53°      | успех     |
| 118 | Starlink 6-24 | 22 октября 2023 | Falcon 9 FT     | B1080-4     | 23                  | 2.0 mini         | 530 км, 43°      | успех     |
| 119 | Starlink 7-6  | 29 октября 2023 | Falcon 9 FT     | B1075-7     | 22                  | 2.0 mini         | 525 км, 53°      | успех     |
| 120 | Starlink 6-25 | 31 октября 2023 | Falcon 9 FT     | B1077-8     | 23                  | 2.0 mini         | 530 км, 43°      | успех     |
| 121 | Starlink 6-26 | 4 ноября 2023 | Falcon 9 FT     | B1058-18    | 23                  | 2.0 mini         | 530 км, 43°      | успех     |
| 122 | Starlink 6-27 | 8 ноября 2023 | Falcon 9 FT     | B1073-11    | 23                  | 2.0 mini         | 530 км, 43°      | успех     |
| 123 | Starlink 6-28 | 18 ноября 2023 | Falcon 9 FT     | B1069-11    | 23                  | 2.0 mini         | 530 км, 43°      | успех     |
| 124 | Starlink 7-7  | 20 ноября 2023 | Falcon 9 FT     | B1063-15    | 22                  | 2.0 mini         | 525 км, 53°      | успех     |
| 125 | Starlink 6-29 | 22 ноября 2023 | Falcon 9 FT     | B1067-15    | 23                  | 2.0 mini         | 530 км, 43°      | успех     |
| 126 | Starlink 6-30 | 28 ноября 2023 | Falcon 9 FT     | B1062-17    | 23                  | 2.0 mini         | 530 км, 43°      | успех     |
| 127 | Starlink 6-31 | 3 декабря 2023 | Falcon 9 FT     | B1078-6     | 23                  | 2.0 mini         | 530 км, 43°      | успех     |
| 128 | Starlink 6-33 | 7 декабря 2023 | Falcon 9 FT     | B1077-9     | 23                  | 2.0 mini         | 530 км, 43°      | успех     |
| 129 | Starlink 7-8  | 8 декабря 2023 | Falcon 9 FT     | B1071-13    | 22                  | 2.0 mini         | 525 км, 53°      | успех     |
| 130 | Starlink 6-34 | 19 декабря 2023 | Falcon 9 FT     | B1081-3     | 23                  | 2.0 mini         | 530 км, 43°      | успех     |
| 131 | Starlink 6-32 | 23 декабря 2023 | Falcon 9 FT     | B1058-19    | 23                  | 2.0 mini         | 530 км, 43°      | успех     |
| 132 | Starlink 6-36 | 29 декабря 2023 | Falcon 9 FT     | B1069-12    | 23                  | 2.0 mini         | 530 км, 43°      | успех     |
| 2024 год |               | |                 |             |                     |                  |                  |           |
| 133 | Starlink 7-9  | 3 января 2024 | Falcon 9 FT     | B1082       | 21                  | 2.0 mini         | 525 км, 53°      | успех     |
| 133 | Starlink 7-9  | Запуск первых модернизированных спутников Starlink v2 mini с поддержкой Direct to Cell. |                 |             |                     |                  |                  |           |
| 134 | Starlink 6-35 | 8 января 2024 | Falcon 9 FT     | B1067-16    | 23                  | 2.0 mini         | 530 км, 43°      | успех     |
| 135 | Starlink 7-10 | 14 января 2024 | Falcon 9 FT     | B1061-18    | 22                  | 2.0 mini         | 525 км, 53°      | успех     |
| 136 | Starlink 6-37 | 15 января 2024 | Falcon 9 FT     | B1073-12    | 23                  | 2.0 mini         | 530 км, 43°      | успех     |
| 137 | Starlink 7-11 | 24 января 2024 | Falcon 9 FT     | B1063-16    | 22                  | 2.0 mini         | 525 км, 53°      | успех     |
| 138 | Starlink 6-38 | 29 января 2024 | Falcon 9 FT     | B1062-18    | 23                  | 2.0 mini         | 530 км, 43°      | успех     |
| 139 | Starlink 7-13 | 10 февраля 2024 | Falcon 9 FT     | B1071-14    | 22                  | 2.0 mini         | 525 км, 53°      | успех     |
| 140 | Starlink 7-14 | 16 февраля 2024 | Falcon 9 FT     | B1082-2     | 22                  | 2.0 mini         | 525 км, 53°      | успех     |
| 141 | Starlink 7-15 | 23 февраля 2024 | Falcon 9 FT     | B1061-19    | 22                  | 2.0 mini         | 525 км, 53°      | успех     |
| 142 | Starlink 6-39 | 26 февраля 2024 | Falcon 9 FT     | B1069-13    | 24                  | 2.0 mini         | 530 км, 43°      | успех     |
| 143 | Starlink 6-40 | 29 февраля 2024 | Falcon 9 FT     | B1076-11    | 23                  | 2.0 mini         | 530 км, 43°      | успех     |
| 144 | Starlink 6-41 | 5 марта 2024 | Falcon 9 FT     | B1073-13    | 23                  | 2.0 mini         | 530 км, 43°      | успех     |
| 145 | Starlink 6-43 | 11 марта 2024 | Falcon 9 FT     | B1077-11    | 23                  | 2.0 mini         | 530 км, 43°      | успех     |
| 146 | Starlink 7-17 | 11 марта 2024 | Falcon 9 FT     | B1063-17    | 23                  | 2.0 mini         | 525 км, 53°      | успех     |
| 147 | Starlink 6-44 | 16 марта 2024 | Falcon 9 FT     | B1062-19    | 23                  | 2.0 mini         | 530 км, 43°      | успех     |
| 148 | Starlink 7-16 | 19 марта 2024 | Falcon 9 FT     | B1075-10    | 22                  | 2.0 mini         | 525 км, 53°      | успех     |
| 149 | Starlink 6-42 | 24 марта 2024 | Falcon 9 FT     | B1060-19    | 23                  | 2.0 mini         | 530 км, 43°      | успех     |
| 150 | Starlink 6-46 | 26 марта 2024 | Falcon 9 FT     | B1078-8     | 23                  | 2.0 mini         | 530 км, 43°      | успех     |
| 151 | Starlink 7-18 | 30 марта 2024 | Falcon 9 FT     | B1071-15    | 22                  | 2.0 mini         | 525 км, 53°      |           |

## Критика проекта
Некоторые астрономы высказали предположение, что многочисленные спутники проекта Starlink на низких орбитах будут создавать помехи астрономическим наблюдениям неба и удалённых объектов. Международный астрономический союз высказал озабоченность и заявил о недостаточном понимании влияния столь крупных спутниковых созвездий. Первые наблюдения подтвердили эти опасения, показав, что спутники Starlink были одними из самых ярких и быстрых объектов на ночном небе.
В серии статей, опубликованных в журнале Nature Astronomy, астрономы предупредили, что растущее световое загрязнение угрожает будущему их профессии. В одной статье исследователи заявили, что впервые измерили, насколько более яркое ночное небо финансово и научно повлияет на работу крупной обсерватории. Моделирование показало, что для обсерватории Веры Рубин, гигантского телескопа, который в настоящее время строится в Чили, самая темная часть ночного неба станет на 7,5 % ярче в течение следующего десятилетия. "Это уменьшит количество звезд, которые обсерватория может видеть, примерно на 7,5 %", — сказал AFP соавтор исследования Джон Барентайн. По словам Барентайна из Dark Sky Consulting, фирмы, базирующейся в американском штате Аризона, это добавит почти год к работе обсерватории и дополнительным расходам около 21,8 миллиона долларов.
Компания SpaceX сообщила, что активно работает совместно с ведущими астрономическими организациями для обеспечения того, чтобы работа последних не нарушалась спутниками Starlink. Инженеры компании работают над тем, чтобы сделать основание будущих версий спутников чёрным, чтобы уменьшить их отражательный эффект на астрономические наблюдения. Также компания готова регулировать орбиты спутников для выполнения наиболее чувствительных наблюдений. Однако партия спутников связи Starlink, которую компания SpaceX вывела в космос в ноябре 2019 года, не была оснащена специальным покрытием, которое сделало бы их невидимыми для телескопов. В результате всего 19 зондов в течение 5 минут мешали работе телескопа DECam (Dark Energy Survey), который предназначен для поисков следов тёмной энергии. Всего же SpaceX планирует увеличить количество функционирующих одновременно на орбите спутников до 12 тысяч единиц.
Российские власти отреагировали на возможность доступа пользователей РФ в обход законов Российской Федерации: готовится принятие закона, предусматривающего штрафы юридическим и физическим лицам за использование провайдера Starlink, до 1 миллиона рублей.
Китайские власти рассматривают спутники Starlink как военную угрозу и намерены создать против них оружие.
В июле 2023 года правительство Монголии выдало SpaceX две лицензии на предоставление доступа в Интернет в стране.

## Запрещение на подключение
В сентябре 2022 года на официальном сайте компании была опубликована карта, на которой было показано, в каких странах можно подключиться к сети Старлинк, в каких это ожидается позже, а в каких странах это будет невозможно.
В число стран, где подключение к Starlink рядовых граждан будет недоступно, попали:
- Афганистан
- Беларусь
- Венесуэла
- Иран
- Китай
- Куба
- Россия
- Северная Корея
- Сирия[уточнить]

## Начало новой космической гонки
По мнению наблюдателей, успешное применение системы Starlink во время войны на Украине дало старт новой космической гонке. Евросоюз, Россия и Китай пытаются создать собственные аналогичные спутниковые системы, однако, по мнению еженедельника The Economist, благодаря разработкам компании Starlink, США лидируют в этой гонке с большим отрывом.. Хотя на самом деле это может происходить по ряду иных причин, как то:
1) Старлинк является частью фирмы «Space X», которая в состоянии сама производить и запускать спутники на орбиту.
2) Недостаточные вложения в конкурирующие проекты.
3) Приоритеты других проектов над созданием конкурента Старлинку.